# 문희갑
문희갑(文熹甲, 1937년 6월 9일 ~ )은 대한민국의 공무원, 정치가이다.

## 생애
1937년 6월 9일 경상북도 달성군 화원면 출생이다. 1967년 행정고시에 합격하고, 경제기획원 차관에 이르렀다. 제12·13대 국회의원을 역임하고, 제34·35대 대구광역시장을 역임하였다. 공직에서 은퇴 후 아이들에게 천자문을 가르치는 훈장이 되었다. 2011년 신공항 결사추진위 대규모 집회 대구명예위원장을 맡았다.

## 학력
- 대구화원국민학교 졸업
- 대륜중학교 졸업
- 경북고등학교 졸업
- 국민대학교 법학과 학사
- 서울대학교 행정대학원 석사
- 테니시 대학교 대학원 수료
- 경북대학교 명예 행정학 박사
- 계명대학교 명예 도시공학 박사

## 경력
- 2011년 1월 26일 ~ : 신공항 결사추진위 대규모 집회 대구명예위원장[2].
- 2003년 : 계명대학교 정경학부 특임교수
- 2001년 : 2003대구 하계유니버시아드 대회 조직위원회 위원장
- 1999년 : 한나라당 당무위원
- 1998년 7월 ~ 2005년 10월 국민대학교 제29,30,31대 총동문회장
- 1998년 7월 1일 ~ 2002년 6월 30일 : 제35대 대구광역시장 (한나라당)
- 1995년 7월 1일 ~ 1998년 6월 30일 : 제34대 대구광역시장 (무소속→한나라당)
- 1994년 : 계명대학교 사회과학대학 초빙교수
- 1993년 : 미국 예일대학교 객원교수
- 1993년 : 민주자유당 경제대책특별위원회 위원
- 1990년 4월 5일 ~ 1992년 5월 29일 : 제13대 국회의원 (대구직할시 서구 갑, 민주자유당)
- 1989년 : 대통령 비서실 지역균형발전 기획단장
- 1988년 ~ 1990년 : 대통령 경제수석 비서관
- 1986년 ~ 1988년 : 남북경제회담 수석대표
- 1985년 7월 ~ 1988년 12월 : 경제기획원 차관
- 1985년 4월 11일 ~ 1985년 8월 7일 : 제12대 국회의원 (비례대표, 민주정의당)
- 1985년 : 민주정의당 국책연구원 정책연구실장
- 1982년 : 경제기획원 예산실장
- 1981년 : 경제기획원 경제개발예산심의관
- 1981년 : 국가보위비상대책위원회 입법회의 전문위원
- 1981년 : 국가보위비상대책위원회 입법회의 전문위원
- 1980년 : 국가보위비상대책위원회 운영분과위원
- 1978년 ~ 1981년 : 국방부 예산편성국장
- 1977년 : 경제기획원 방위예산담당관
- 1976년 : 경제기획원 예산국 기업예산과 과장 기업예산과
- 1976년 : 경제기획원 예산국 사무관
- 1967년 : 경제기획원 경제기획국 사무관
- 1967년 : 행정고시 합격

## 저서
- 보리밥과 나라경제(국문, 일문판)
- 경제개혁이 나라를 살린다, 함께 사는 경제

## 상훈
- 보국훈장천수장
- 청조근정훈장
- 지방자치단체경영대상

## 역대 선거 결과
|  | 35.2% |

|  | 49.6% |

|  | 27.30% |

|  | 36.79% |

|  | 71.98% |

## 소속 정당
| 소속 정당 | 소속 정당  | 소속 기간 | 비고           |
| --------- | ---------- | --------- | -------------- |
|           | 민주정의당 | 1985~1990 | 정계 입문      |
|           | 민주자유당 | 1990~1995 | 합당           |
|           | 무소속     | 1995~1997 | 탈당           |
|           | 한나라당   | 1997~2003 | 복당           |
|           | 무소속     | 2003~현재 | 탈당 정계 은퇴 |

## 같이 보기
- 서구 갑 (대구)
- 대구 서구의 국회의원
- 대한민국의 기획재정부 차관
- 대한민국의 대통령비서실 수석비서관
- 대구광역시장

## 기타
그의 사촌 형은 언론 출신 정치인 문태갑이다.

## 가족 관계
- 배우자: 정송자 ( ~ 2018년 1월 3일)
  - 장녀: 문지영
  - 차녀: 문지경
  - 삼녀: 문지원